# Hotel (televisieserie)
Hotel (ook gekend als Arthur Hailey's Hotel) was een Amerikaanse primetime soapserie die van 1983 tot 1988 werd uitgezonden door het Amerikaanse televisiestation ABC. De serie is gebaseerd op de gelijknamige roman uit 1965 van Arthur Hailey en speelde zich af in het chique St. Gregory Hotel, een fictief hotel in San Francisco. 

## Verhaal
De rijke aristocrate Victoria Cabot runt het St. Gregory Hotel, bijgestaan door algemeen directeur Peter McDermott en zijn personeel. McDermott en assistent-directeur Christine Francis kregen een relatie. Halverwege de serie overleed Cabot, waardoor McDermott haar aandeel in het St. Gregory Hotel kreeg. Toen McDermott de helft van het St. Gregory Hotel erfde, leidde hij het hotel en promoveerde Francis tot algemeen directeur.
Het personeel bestond verder uit onder andere de directeur gastenrelaties Mark Danning, ex-oplichter en nu hoofd hotelbeveiliging Billy Griffin, receptiemanager Julie Gillette, barman Harry en het jonge stel Dave en Megan Kendall, respectievelijk een piccolo en een receptioniste. Die twee laatsten werden in het vijfde seizoen vervangen door piccolo Eric Lloyd en receptioniste Cheryl Dolan. Ook nieuw in het vijfde seizoen was pr-directeur Ryan Thomas.
De verhaallijnen van de afleveringen stonden grotendeels op zichzelf en gingen over het lot van de hotelgasten en in sommige gevallen ook over het persoonlijke en professionele leven van het hotelpersoneel.

## Rolverdeling

### Hoofdrollen en bijrollen
Legenda
 = Hoofdrol
 = Bijrol
 = Gastrol
 = Geen rol
| Acteur                | Personage                | Pilot | S1 | S2 | S3 | S4 | S5 |
| --------------------- | ------------------------ | ----- | -- | -- | -- | -- | -- |
| James Brolin          | Peter McDermott          | 1     | 22 | 28 | 25 | 22 | 17 |
| Connie Sellecca       | Christine Francis        | 1     | 22 | 28 | 25 | 22 | 17 |
| Nathan Cook           | Billy Griffin            | 1     | 22 | 28 | 25 | 22 | 17 |
| Shari Belafonte       | Julie Gillette           |       | 22 | 28 | 25 | 22 | 17 |
| Michael Spound        | Dave Kendall             | 1     | 22 | 28 | 25 | 22 | 3  |
| Heidi Bohay           | Megan Kendall            | 1     | 22 | 28 | 25 | 22 | 3  |
| Shea Farrell          | Mark Danning             | 1     | 22 | 28 | 25 |    |    |
| Bette Davis           | Laura Trent              | 1     |    |    |    |    |    |
| Anne Baxter           | Victoria Cabot           |       | 22 | 28 | 25 |    |    |
| Valerie Landsburg     | Cheryl Dolan             |       |    |    |    |    | 17 |
| Ty Miller             | Eric Lloyd               |       |    |    |    |    | 17 |
| Susan Walters         | Ryan Thomas              |       |    |    |    |    | 11 |
| Harry George Phillips | Harry the Bartender      |       | 11 | 25 | 17 | 11 | 9  |
| Michael Yama          | Kei                      |       | 6  | 23 | 2  | 1  |    |
| Robin Hoff            | Terri                    |       | 6  | 8  | 4  |    |    |
| Efrem Zimbalist Jr.   | Alexander Heath          |       |    | 1  |    | 7  | 1  |
| Paul Kent             | Dr. Kellin               |       |    | 2  | 4  | 2  |    |
| Michelle Phillips     | Elizabeth Bradshaw Cabot |       | 1  |    | 1  | 5  |    |
| David Wysocki         | Brian Larson             |       |    |    |    | 6  |    |
| Michele B. Chan       | Nancy Kim                |       |    |    |    | 6  |    |

1. 1 2 3  Als een ander personage

### Gastrollen
Tijdens de vijf seizoenen speelden tal van bekende klassieke Hollywoodsterren een gastrol, waaronder Ginger Rogers, Joan Fontaine, Dorothy Lamour, Anne Baxter, Olivia de Havilland, Ralph Bellamy en Douglas Fairbanks Jr.
Daarnaast waren er ook veel gastrollen voor bekende televisiesterren, zoals Ana Alicia (Falcon Crest), Melissa Sue Anderson (Little House on the Prairie), Priscilla Barnes (Three's Company), Bonnie Bartlett (St. Elsewhere), Amanda Bearse (Married... with Children), Dirk Benedict (The A-Team), Tom Bosley (Happy Days), Patrick Duffy (Dallas), Nicole Eggert (Baywatch), Jonathan Frakes (Star Trek: The Next Generation), Gavin MacLeod (The Love Boat), Emma Samms (Dynasty), Tori Spelling (Beverly Hills 90210), Robert Stack (The Untouchables) en meer.

## Afleveringen
Op 21 september 1983 ging de 100 minuten durende pilootfilm in première op het Amerikaanse televisiestation ABC. De serie werd vijf seizoenen lang uitgezonden door ABC, van 28 september 1983 tot en met 5 mei 1988. In totaal waren er 114 afleveringen.

## Trivia
- Bette Davis speelde in de pilootfilm de rol van hoteleigenares Laura Trent en de publiciteit voor de serie gaf aan dat Davis tot de vaste cast zou gaan behoren. Door haar slechte gezondheid moest Davis zich echter terugtrekken uit de serie en Anne Baxter, die haar aartsvijand had gespeeld in de film All About Eve uit 1950, werd aangetrokken als Victoria Cabot, de schoonzus van mevrouw Trent.[1] Toen Davis' gezondheid verbeterde, was het de bedoeling haar terug te halen, wat uiteindelijk niet gebeurde. Ironisch genoeg zou Davis zowel Baxter als de serie zelf overleven.
- Voor de buitenkant van het hotel werd The Fairmont gebruikt, een luxehotel in San Francisco.
- Net als Spellings andere ABC-serie, The Love Boat, waren de afleveringen van Hotel sterk afhankelijk van de aanwezigheid van herkenbare gaststerren. In tegenstelling tot de komische verhaallijnen van The Love Boat sneed Hotel echter over het algemeen serieuzere en controversiëlere onderwerpen aan, zoals abortus, ontrouw, verkrachting, zelfmoord, aids, homofobie, huiselijk geweld en kindermishandeling.

## Prijzen en nominaties
| Jaar | Prijs                  | Categorie                       | Genomineerde                | Resultaat   |
| ---- | ---------------------- | ------------------------------- | --------------------------- | ----------- |
| 1984 | People's Choice Awards | Favoriete nieuwe dramaserie     | Favoriete nieuwe dramaserie | Gewonnen    |
| 1984 | Golden Globe Awards    | Beste acteur in een dramaserie  | James Brolin                | Genomineerd |
| 1985 | Golden Globe Awards    | Beste acteur in een dramaserie  | James Brolin                | Genomineerd |
| 1987 | Golden Globe Awards    | Beste actrice in een dramaserie | Connie Sellecca             | Genomineerd |